# Cella Maximiliana

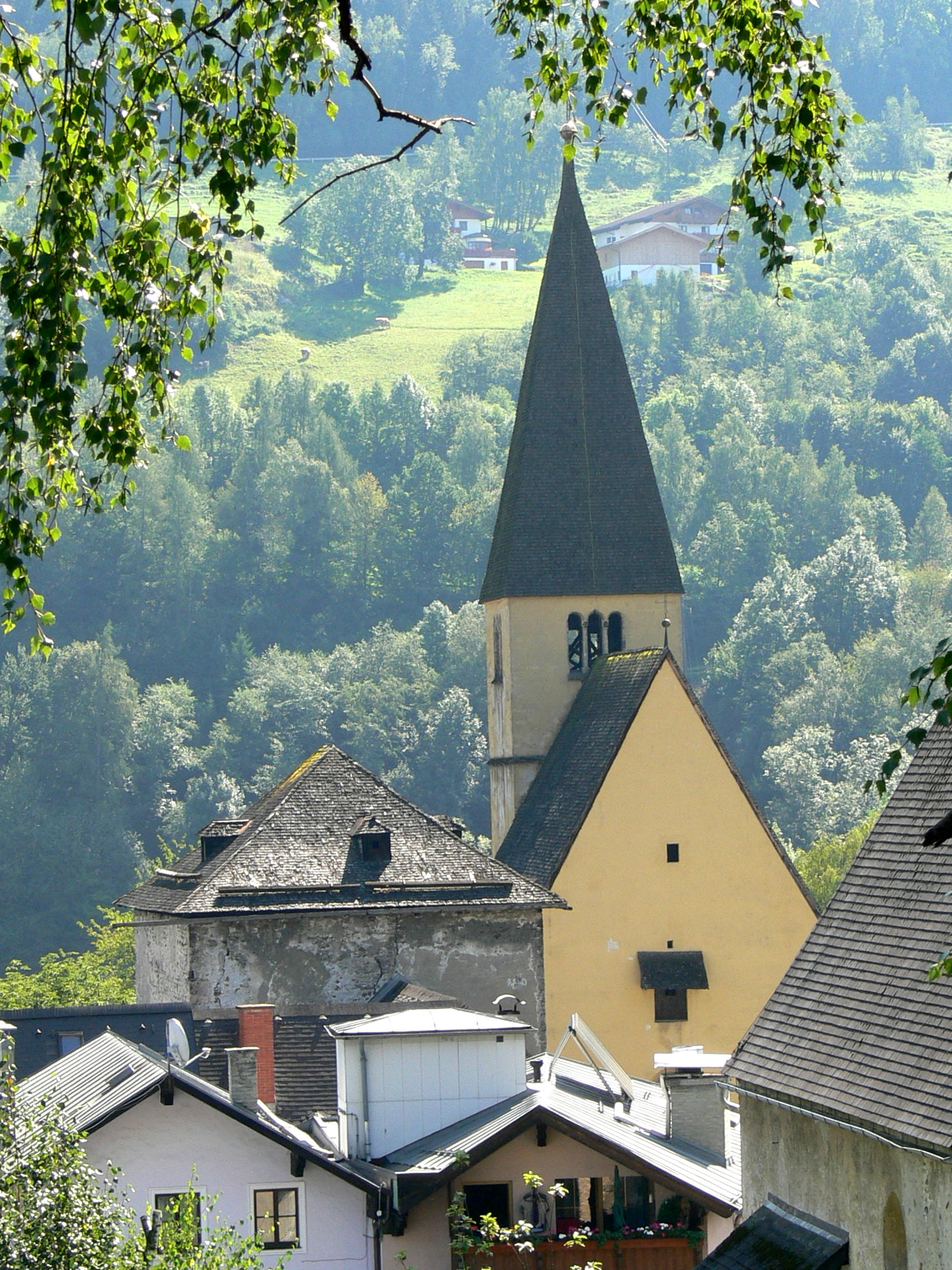
Pfarrkirche St. Maximilian mit Kastenturm in Bischofshofen

Die Cella Maximiliana (Maximilianszelle) in Bischofshofen wurde 711/712 gegründet und war der Vorgängerbau der heutigen Pfarrkirche Bischofshofen und des dortigen Kastenhofes. Sie gilt als erste Bastion des Agilolfingerischen Herzogtums der Baiern und der Salzburger Kirche „innergebirg“ zur Besiedelung und Slawenmissionierung in Richtung Karantanien.

## Lage und Geschichte
Die Maximilianszelle, auch als oratorium (= Kapelle) bezeichnet, wurde nach einer Rodung und Reinigung des Ortes (stirpare et purgare, damit ist die rituelle Inbesitznahme des Klostergrundes gemeint) etwa im Jahre 711/712 von Bischof Rupert dem Kapellan Ursus aus dem Geschlecht der Albina durch den agilolfingischen Baiernherzog Theodbert übergeben (qui de illa genealogia erat supradictorum hominum de Albina, quis Theodbertus dux tradidit et sancto Maximiliano ad Pongo). Der dafür bestimmte Ort musste nach den religiösen Überzeugungen der frühmittelalterlichen Menschen geeignet (locus aptus) und heilig (locus sanctus) sein, damit an ihm das Transzendentale in die irdische Welt treten konnte. Üblicherweise sollten solche Stätten durch besondere Erscheinungen oder als frühere Kultplätze herausgehoben und für Hierophanie tauglich sein. Die Klostergründer nahmen dann von dem Ort rituell Besitz, indem sie etwa ein Kreuz errichteten, wie dies bei der Maximilianszelle der Fall war. Nach dem Libellus Virgilii (einer Lebensbeschreibung des Bischofs Rupert durch seinen Nachfolger Virgil), überliefert in den Breves Notitiae, war es sicher, dass sich der Ort der Maximilanszelle als Grab des Hl. Maximilians durch besondere Licht- und Dufterscheinungen zu erkennen gegeben habe (die erste Überschrift im Libellus Virgilii lautet: De visione luminis in loco, ubi s. Maximilianus sepultus esse dinoscitur, et eccliesia ibidem constructa bzw. einfacher De cella vero sancti Maximiliani, ita contigit, ut construetur ab initio). Vielleicht haben die beiden Entdecker des Ortes, Tonazan und Ledi, auch nur einen spätantiken Maximilianskult wieder aufgefunden.

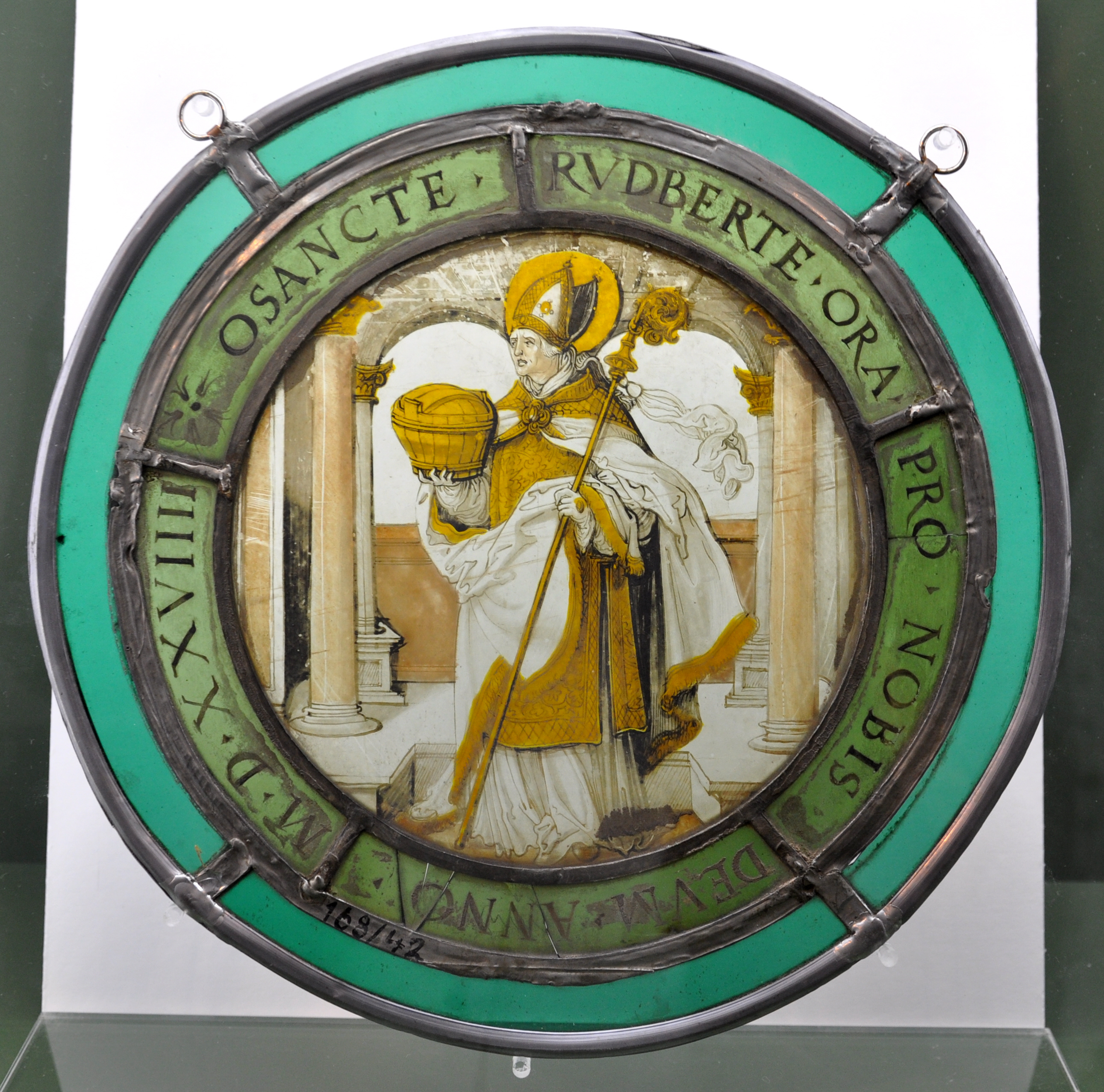
Hl. Rupert auf einer Glasscheibe von 1529

Die Notitia Arnonis (um 788/90) und die Breves Notitiae (um 798/800) des Salzburger Bischofs Arn enthalten die legendenhafte Entstehungsgeschichte der Cella Maximiliana.

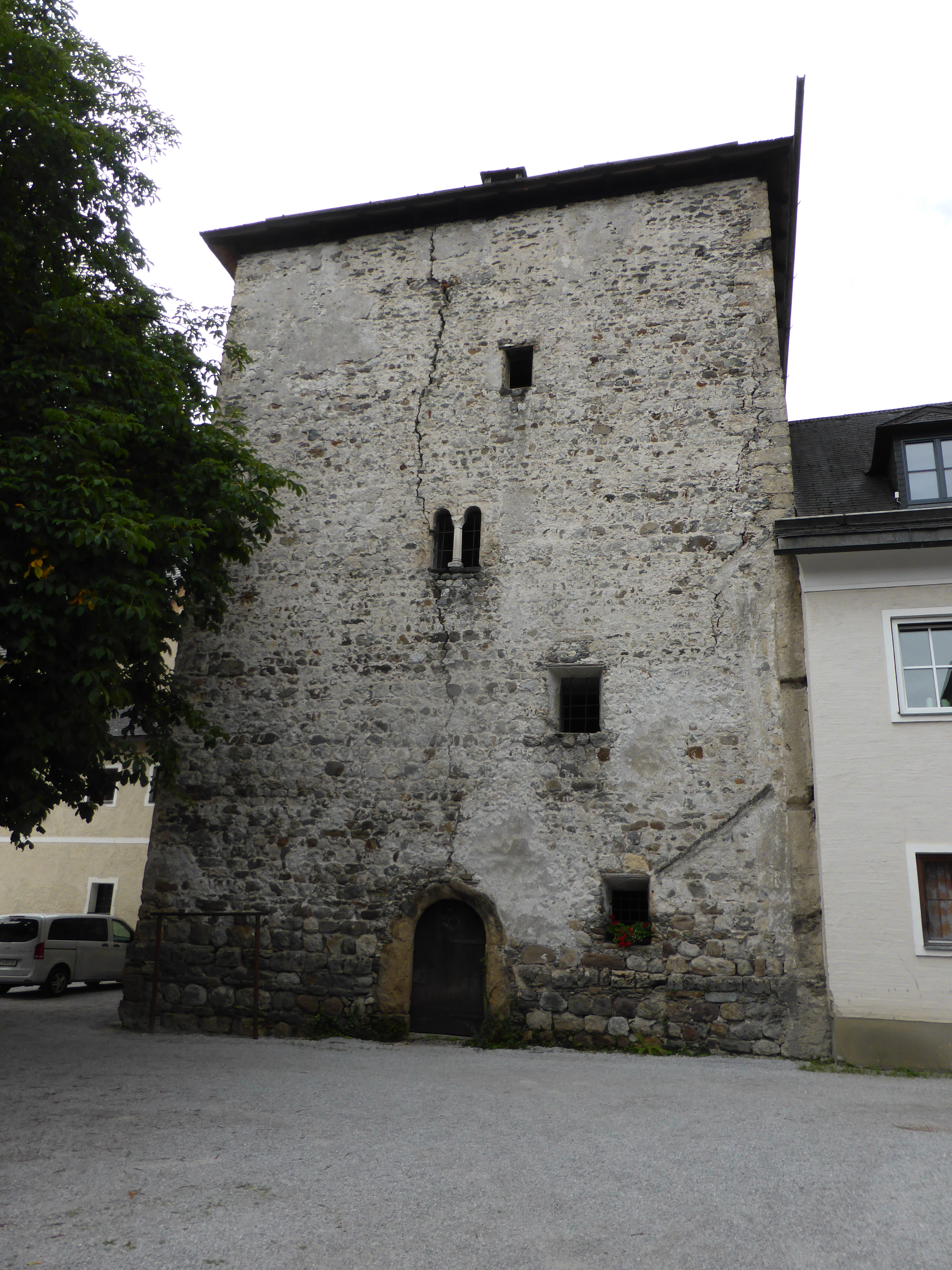
Kastenturm in Bischofshofen

Nach den Breves Notitiae bzw. in dem darin enthaltenen Libellus Virgilii sind es die zwei Brüder, Tonazan (oder Tonazanus) und Ledi (auch als Latinus bezeichnet) aus dem Geschlecht der Albina, die salzachaufwärts in die Wildnis auf Jagd und um Gold zu waschen gingen. In der Gegend Pongawi (die Bezeichnung Pongov bzw. locus ad Pongo für Pongau gab es allerdings erst in der Abfassungszeit der genannten Werke) sahen sie drei Nächte lang brennende Kerzen und rochen einen herrlichen Duft. Dies berichteten sie dann Bischof Rupert, welcher die Angelegenheit durch seinen Priester Deoningus überprüfen ließ. Er ging mit Tonazan und Ledi zurück an den Ort des wundersamen Geschehens und die Erscheinungen wiederholten sich in den nächsten drei Nächten. Daraufhin errichtete Deoningus an dieser Stelle ein hölzernes Kreuz, das Rupert selbst geweiht hatte, und das er mit einem Überbau vor den Unbilden des Wetters schützte. Nach seiner Rückkehr habe Bischof Rupert Deoningus zum Herzog Theodo nach Regensburg gesandt, um ihn zu unterrichten und gleichzeitig um die Lizenz für den Bau einer Kirche und von Wohngebäuden für die Gottesdiener zu bitten. Theodo sei dem Wunsch Ruperts nachgekommen. Diese Abfolge entspricht der ordo im baierischen Herzogtum. Da Herzog Theodo damals erkrankt war, überließ er das weitere Vorgehen seinem Sohn Theodbert. Danach kam Rupert an diesen Ort, ließ ihn roden, weihen und eine kleine Kirche (cella, oratorium) und bescheidene Klostergebäude bauen. In Anwesenheit von Theodbert und der Albinasippe weihte er die Anlage. Theodbert scheint zu dieser Zeit in Salzburg in der „Oberen Burg“ residiert zu haben und erteilte Rupertus die potestas (= Macht), die neu erbaute Kirche zu Ehren des Hl. Maximilians zu weihen, zugleich habe Rupertus dem Ort der Klostergründung den Namen Pongau (Pongowe) gegeben. Die Klostergründung wurde mit einer herzoglichen Tradition abgeschlossen, denn Theodbert tradierte in der Bischofshofener Siedlungskammer Anteile eines abgemarkten herzoglichen Forstes (drei Meilen im Umkreis); solche „Umkreisschenkungen“ sind typisch für einen Klosterausbau in einem noch weitgehend unerschlossenen Land. Zudem übergab er den gesamten Besitz, den Ledi und sein Bruder Ursus in der villa Albin (= Oberalm) innehatten. In beiden Fällen wird im Libellus Virgilii (als erster Teil der Breves Notitiae) nicht genau angegeben, an wen diese Schenkungen gingen, sie könnten an das neue Kloster, an das Stift St. Peter oder für beide Institutionen gedacht gewesen sein. Der unbestimmte Charakter der Dotation führte unter Bischof Virgil und dem Baiernherzog Odilo zu schweren Auseinandersetzungen.

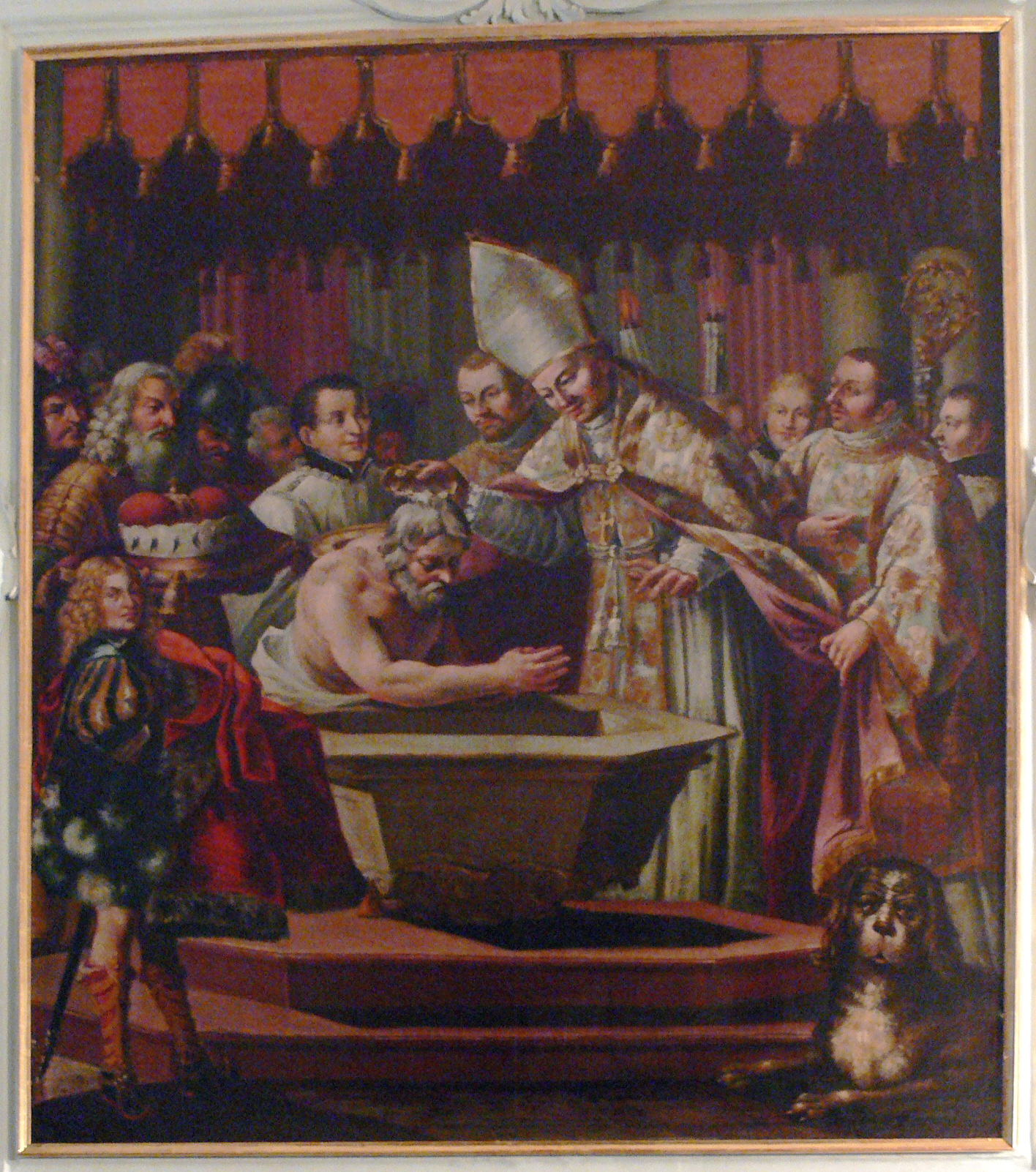
Darstellung der Taufe des Baiernherzogs Theodo durch den hl. Rupert von Salzburg

Nach der Notitia Arnonis sind es die Brüder Tonazan (oder Tonazanus) und Urso, welche auf der Jagd und der Suche nach Gold die Lichtererscheinungen sahen. Einer der beiden Albinas namens Ledi wird in dem Libellus Virgilii als Dienstmann (servus) des Baiernherzogs Theodo bezeichnet, Tonazahn als servus von Bischof Rupert. In den Notitia Arnonis werden sie ohne Standesbezeichnung genannt.
Um 720–725 wurde die Cella Maximiliana von Slawen (den crudeles paganos) zerstört und die dort wirkenden Fratres vertrieben.
Die neue Maximilianszelle wurde von Herzog Odilo nach seiner Rückkehr aus dem fränkischen Exil (um 744) wieder errichtet und dem herzoglichen capellanus (= Kaplan) Ursus (Urso), vermutlich aus der dritten Generation des Albina, übergeben. Der Herzog sorgte auch für eine Wiederbesiedelung des Klosters ohne aktive Mitwirkung des Bischofs. Dadurch kam es zu einem Affront mit dem Salzburger Bischof. Dies ist dadurch zu erklären, dass sich die Baiernherzöge als Oberhaupt der christlichen Kirche in ihrem Herzogtum verstanden; allerdings hatte sich durch die Einsetzung kanonisierter Bischöfe durch Bonifatius die Situation in kirchenrechtlicher Hinsicht verändert und der Salzburger Bischof Virgil trat mit einem anderen Standesbewusstsein gegenüber dem Herzog auf. Um seine Ansprüche zu untermauern, wurde von Virgil eine Reihe von „edlen und wahrheitsliebenden“ Zeugen aufgeführt, die angeblich bereits bei der Gründung der Maximilianszelle gelebt haben, was aber wenig wahrscheinlich ist. Auch die Widmung des ursprünglichen Besitzes der Albina in Oberalm als Benefizium für die Nachfolger Wernharius und Dulcissimus des Ursus durch den Herzog wird als Unrecht angesehen. Selbst ein Tauschangebot von Seiten des Herzogs an den Bischof Virgil (Besitzungen bei Laufen) wurde von diesem abgelehnt. Unstrittig war, dass die früheren Besitzungen des Tonazan, als Dienstmann des Bischofs, an das Bistum kamen.
Ein Helmuni, der zu den Hahilinga gerechnet wird, tritt als Zeuge bei dem Streit um die Maximilianszelle auf. Dieser Helmuni (auch Helmo illustris genannt) erscheint nach den Breves Notitiae mehrmals als Tradent für das Salzburger Bistum, so schenkt er Besitztümer zu Piding und in Grünbach bei Bachmanning, zum Teil werden diese Güter an Bischof Virgil verkauft. Auch ein Adalunc, vermutlich der Vater des Helmuni, schenkt zur Zeit Herzog Odilos Besitz von Piding an die Maximilianszelle. Herzog Odilo tradiert große Güter an die Maximilianszelle (und nicht an St. Peter), was zu der Interpretation führte, Odilo wollte die Ausdehnungsbestrebungen der Salzburger Bischöfe eingrenzen. Zudem bewog er bedeutsame Salzburger Adelige, sich an der Ausstattung der Maximilianszelle zu beteiligen. Erst nach der Entmachtung von Tassilo III. im Jahre 788 durch Karl den Großen, die auch von Bischof Arn stark unterstützt wurde, kam die Maximilianszelle in den Besitz des Salzburger Hochstifts.
Um 820 erfolgte eine zweite Zerstörung der Maximilanszelle durch Slawen. Nach dieser Zerstörung kam es im Jahr 821 zu einem Neubau und der Weihe durch den Salzburger Erzbischof Adalram. Für das weitere 9. und 10. Jahrhundert gibt es keine Berichte. Erzbischof Dietmar II. (1025–1041) weihte hier einen Altar.
1106 bis 1215 war die Maximilanszelle ein Augustinerstift. Der erste Probst des Augustinerklosters war 1143 Diethalmus prepositus de Hove. Man kann also annehmen, dass die Umwandlung in ein Augustinertstuft unter Erzbischof Konrad I. erfolgte. 1156 bzw. 1161 wird der Besitz des Rogerus, eines Sohnes von Berthold von Hoven, an den Probst Adalbert (erstmals 1155 erwähnt) des Klosters übertragen. Seine Bezeichnungen wechseln mehrmals (prepositus de Houe, prepositus de S. Maximiliani, Prepositus de Houe magister Adalbertus). Zugleich (1162) war er auch Kaplan des Erzbischofs Eberhard I. In einer Traditionsurkunde von 1161 wird von villicatio Houe und villa Hove gesprochen, wobei villicatione als Umland gedeutet werden kann und somit eine Unterscheidung des früheren Ortes loco Pogo und des Gaues Pongawi getroffen wird. Unter den Zeugen einer Urkunde von 1179 befindet sich auch der Probst des Chorherrenstiftes zum hl. Maximilian, der als prepositus Houensis bezeichnet wird. Ein weiterer Nachfolger war Gundakerus, der von 1177 bis 1183 in den Urkunden erwähnt wird. Der letzte Propst scheint ein Conradus gewesen zu sein, der zweimal im Jahr 1209 genannt wird.
1216 wurde die Niederlassung den Bischöfen von Chiemsee übergeben, die das Kloster aufließen und die Einrichtung als einen ihrer Salzburger Stammsitze neben dem Chiemseehof in Salzburg verwendeten. Auf die Bischöfe von Chiemsee geht über die Zwischenbezeichnung „Hofen“ bzw. „Hove“ für den Wirtschaftshof der Bischöfe der heutige Name „Bischofshofen“ zurück, der 1439 erstmals schriftlich auftritt (Bischolff Hof), vielleicht aber schon früher in Gebrauch war. Der ab dann „Bischofshof“ genannte Klosterbau wurde in ein Wirtschaftsgut, den Kastenhof, umgewandelt.

## Zur Heiligenlegende

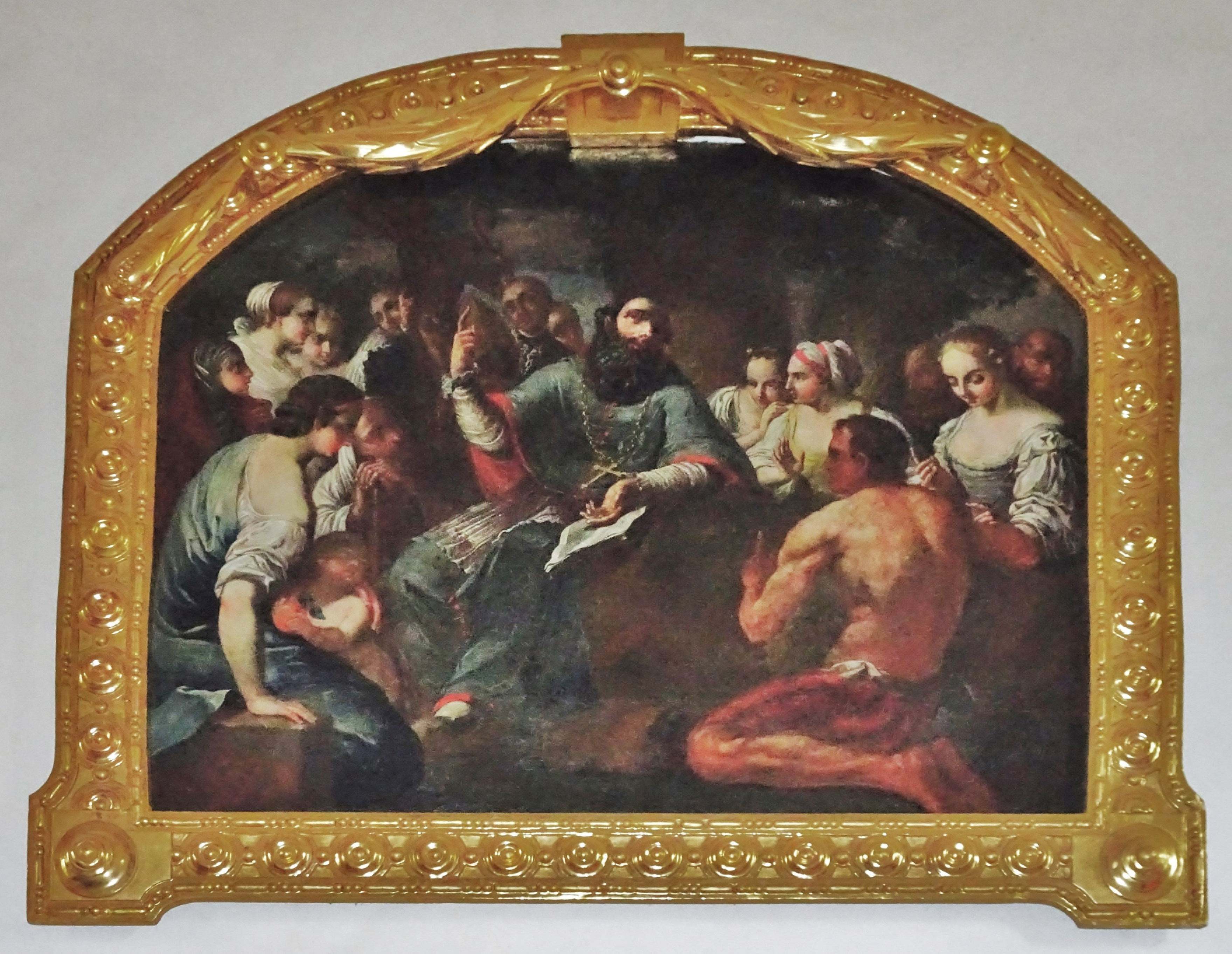
Gemälde des hl. Maximilian von Josef Anton Cusetti in der Pfarrkirche Treffen

Im 24. Kapitel der von Eugippius verfassten Lebensbeschreibung des Hl. Severin findet sich der Bericht über das Martyrium des Priesters Maximianus: Aufgrund einer göttlichen Eingabe habe er die Bewohner von Ioviaco (20 Meilen flussabwärts von Batavis gelegen, vermutlich Schlögen oder Aschach an der Donau) vor einem drohenden Überfall der Heruler gewarnt. Trotz dieser Warnung gaben die Einwohner ihre Siedlung nicht preis. „In der folgenden Nacht machten die Heruler unerwartet einen Überfall, verwüsteten das Städtchen, führten die meisten in Gefangenschaft ab und hängten den erwähnten Presbyter an den Galgen.“ Im 12. Jahrhundert wurde dieses Ioviaco mit Iuvavum gleichgesetzt und im 16. Jahrhundert war es der Abt Kilian Pütticher (1525–1535), der die Maximianuslegende für die Frühgeschichte von Salzburg entdeckte. Er machte aus dem Maximianus den Märtyrer Maximus, der von den Herulern angeblich von den Katakomben Salzburgs herabgestürzt worden sein soll. Diese oft erzählte Legende hat keine historische Substanz und steht in keinem Zusammenhang mit dem nachrömischen Maximilianskult der Maximilianszelle. Der hier verehrte Maximilianus war vielmehr ein Märtyrer im früheren Noricum.